# Hastighetsåkning på skridskor vid olympiska vinterspelen 1984
Hastighetsåkning på skridskor vid olympiska vinterspelen 1984 i Sarajevo, Bosnien och Hercegovina, Jugoslavien.

## Medaljtabell
| Pl. | Nation        | Guld | Silver | Brons | Totalt |
| --- | ------------- | ---- | ------ | ----- | ------ |
| 1   | Östtyskland   | 4    | 4      | 3     | 11     |
| 2   | Sovjetunionen | 2    | 3      | 4     | 9      |
| 3   | Kanada        | 2    | 0      | 1     | 3      |
| 4   | Sverige       | 1    | 1      | 0     | 2      |
| 5   | Japan         | 0    | 1      | 0     | 1      |
| 6   | Norge         | 0    | 0      | 1     | 1      |
|     | Totalt        | 9    | 9      | 9     | 27     |

## Medaljörer

### Herrar
| Gren                     | Guld                          | Guld     | Silver                          | Silver   | Brons                      | Brons    |
| 500 meter Detaljer...    | Sergej Fokitjev Sovjetunionen | 38,19    | Yoshihiro Kitazawa Japan        | 38,30    | Gaétan Boucher Kanada      | 38,39    |
| 1 000 meter Detaljer...  | Gaétan Boucher Kanada         | 1:15,80  | Sergej Chlebnikov Sovjetunionen | 1:16,63  | Kai Arne Engelstad Norge   | 1:16,75  |
| 1 500 meter Detaljer...  | Gaétan Boucher Kanada         | 1:58,36  | Sergej Chlebnikov Sovjetunionen | 1:58,83  | Oleg Bozjev Sovjetunionen  | 1:58,89  |
| 5 000 meter Detaljer...  | Tomas Gustafson Sverige       | 7:12,28  | Igor Malkov Sovjetunionen       | 7:12,30  | René Schöfisch Östtyskland | 7:17,49  |
| 10 000 meter Detaljer... | Igor Malkov Sovjetunionen     | 14:39,90 | Tomas Gustafson Sverige         | 14:39,95 | René Schöfisch Östtyskland | 14:46,91 |

### Damer
| Gren                    | Guld                             | Guld         | Silver                    | Silver  | Brons                            | Brons   |
| 500 meter Detaljer...   | Christa Rothenburger Östtyskland | 41,02 (OR)   | Karin Enke Östtyskland    | 41,28   | Natalja Shive Sovjetunionen      | 41,50   |
| 1 000 meter Detaljer... | Karin Enke Östtyskland           | 1:21,61 (OR) | Andrea Schöne Östtyskland | 1:22,83 | Natalja Petrusjova Sovjetunionen | 1:23,21 |
| 1 500 meter Detaljer... | Karin Enke Östtyskland           | 2:03,42 (VR) | Andrea Schöne Östtyskland | 2:05,29 | Natalja Petrusjova Sovjetunionen | 2:05,78 |
| 3 000 meter Detaljer... | Andrea Schöne Östtyskland        | 4:24,79 (OR) | Karin Enke Östtyskland    | 4:26,33 | Gabi Schönbrunn Östtyskland      | 4:33,13 |

## Trupper

### Amerikanska Jungfruöarna
1. Erroll Fraser

### Australien
1. Colin Coates
2. Mike Richmond

### Finland
1. Pertti Niittylä
2. Urpo Pikkupeura
3. Jouko Vesterlund

### Frankrike
1. Jean-Noël Fagot
2. Hans van Helden

### Italien
1. Maurizio Marchetto
2. Giorgio Paganin
3. Marzia Peretti

### Japan
1. Shoko Fusano
2. Kimihiro Hamaya
3. Seiko Hashimoto
4. Toshiaki Imamura
5. Yoshihiro Kitazawa
6. Akira Kuroiwa
7. Hiromi Ozawa
8. Masahito Shinohara
9. Yasushi Suzuki

### Jugoslavien
1. Nenad Žvanut
2. Bibija Kerla
3. Behudin Merdović
4. Dubravka Vukušić

### Kanada
1. Gaétan Boucher
2. Sylvie Daigle
3. Natalie Grenier
4. Benoît Lamarche
5. Jean Pichette
6. Jacques Thibault
7. Daniel Turcotte

### Kina
1. Cao Guifeng
2. Chen Jiangqiang
3. Gai Zhiwu
4. Kong Meiyu
5. Li Wei
6. Miao Min
7. Shen Guoqin
8. Wang Feifan
9. Wang Guifang
10. Wang Nianchun
11. Wang Xiuli
12. Zhao Shijian

### Nederländerna
1. Alie Boorsma
2. Hilbert van der Duim
3. Yvonne van Gennip
4. Yep Kramer
5. Geert Kuiper
6. Thea Limbach
7. Frits Schalij
8. Hein Vergeer
9. Ria Visser
10. Robert Vunderink
11. Jan Ykema

### Nordkorea
1. Han Chun-Ok
2. Kim Chang-Hae
3. Kim Gwang-Hyun
4. Kim Song-Hui
5. Lim Ri-Bin
6. Park Gum-Hyon

### Norge
1. Kai Arne Engelstad
2. Rolf Falk-Larssen
3. Edel Therese Høiseth
4. Bjørg Eva Jensen
5. Geir Karlstad
6. Henry Nilsen
7. Bjørn Nyland
8. Frode Rønning

### Polen
1. Lilianna Morawiec
2. Erwina Ryś-Ferens
3. Zofia Tokarczyk

### Rumänien
1. Desző Jenei
2. Tibor Kopacz

### Schweiz
1. Sylvia Brunner

### Sovjetunionen
1. Sergej Berezin
2. Dmitrij Botjkarjov
3. Oleg Bozjev
4. Aleksandr Danilin
5. Sergej Fokitjev
6. Natalja Glebova
7. Valentina Golovenkina
8. Sergej Chlebnikov
9. Konstantin Korotkov
10. Vladimir Kozlov
11. Irina Kovrova
12. Natalya Kurova
13. Igor Malkov
14. Pavel Pegov
15. Natalja Petrusjova
16. Olga Pleshkova
17. Viktor Sjasjerin

### Storbritannien
1. Bryan Carbis

### Sverige
1. Claes Bengtsson
2. Annette Carlén-Karlsson
3. Jan-Åke Carlberg
4. Tomas Gustafson
5. Jan Junell
6. Hans Magnusson

### Sydkorea
1. Bae Ki-Tae
2. Choi Seung-Yun
3. Lee Kyung-Ja
4. Lee Yeon-Ju
5. Lee Yeong-Ha
6. Na Yun-Su

### Ungern
1. Emese Hunyady

### USA
1. Bonnie Blair
2. Katie Class
3. Mary Docter
4. Jane Goldman
5. Erik Henriksen
6. Mark Huck
7. Dan Jansen
8. Mark Mitchell
9. Connie Paraskevin
10. Pamela Albrecht
11. Nancy Swider
12. Zane Thometz
13. Mike Woods

### Västtyskland
1. Hansjörg Baltes
2. Monika Pflug
3. Andreas Lemcke
4. Hans-Peter Oberhuber
5. Wolfgang Scharf
6. Sigrid Smuda
7. Uwe Streb

### Österrike
1. Christian Eminger
2. Michael Hadschieff
3. Werner Jäger
4. Heinz Steinberger

### Östtyskland
1. Andreas Dietel
2. Andreas Ehrig
3. André Hoffmann
4. Karin Enke
5. Uwe-Jens Mey
6. Christa Rothenburger
7. René Schöfisch
8. Gabi Schönbrunn
9. Andrea Schöne
10. Skadi Walter